# Niederhosenbach
Niederhosenbach ist eine Ortsgemeinde im Landkreis Birkenfeld in Rheinland-Pfalz. Sie gehört der Verbandsgemeinde Herrstein-Rhaunen an. Hildegard von Bingen wurde vermutlich in Niederhosenbach geboren.

## Geographie
Der Ort liegt nördlich der Nahe zwischen Kirn und Herrstein.
43,4 Prozent der Gemarkungsfläche sind bewaldet. Nachbarorte sind Herrstein, Breitenthal, Wickenrodt, Sonnschied, Griebelschied und Bergen.
Zu Niederhosenbach gehören auch die Wohnplätze „Auf dem Büchelchen“, „Heupenmühle“ und „Zwischen den Seen“.

## Geschichte
Landesherrlich war die Ortschaft bis Ende des 18. Jahrhunderts zweigeteilt: ein kleinerer Teil gehörte zum Kurfürstentum Trier und unterstand der Verwaltung des Amts Weiden, der größere Teil zur reichsunmittelbaren Grafschaft Sponheim und wurde vom Amt Herrstein verwaltet. Der sponheimische Teil zählte 25 Familien im Jahr 1607, 1699 waren es 15 Familien.
Bevölkerungsentwicklung
Die Entwicklung der Einwohnerzahl von Niederhosenbach, die Werte von 1871 bis 1987 beruhen auf Volkszählungen:
| Jahr | Einwohner |
| 1815 | 308       |
| 1835 | 313       |
| 1871 | 307       |
| 1905 | 320       |
| 1939 | 338       |
| 1950 | 361       |

| Jahr | Einwohner |
| 1961 | 385       |
| 1970 | 396       |
| 1987 | 328       |
| 1997 | 384       |
| 2005 | 353       |
| 2023 | 294       |

## Politik

### Gemeinderat
Der Gemeinderat in Niederhosenbach besteht aus acht Ratsmitgliedern, die bei der Kommunalwahl am 9. Juni 2024 in einer Mehrheitswahl gewählt wurden, und dem ehrenamtlichen Ortsbürgermeister als Vorsitzendem. In der Wahlperiode 2019 bis 2024 gehörten dem Gemeinderat wegen vorübergehender Unterschreitung der im rheinland-pfälzischen Kommunalwahlrecht vorgegebenen Einwohnerzahl 300 nur sechs Ratsmitglieder an.

### Bürgermeister
Michael Pelke wurde am 26. Januar 2022 Ortsbürgermeister von Niederhosenbach. Bei der Direktwahl am 9. Januar war er mit einem Stimmenanteil von 72,4 % gewählt worden. Bei der Direktwahl am 9. Juni 2024 wurde er als einziger Bewerber mit 84,3 % für fünf Jahre wiedergewählt.
Pelkes Vorgänger waren vom Mai 2017 bis zu seiner Amtsniederlegung aus persönlichen Gründen zum 15. Oktober 2021 Markus Schnurr, von 2014 bis zu seiner Amtsniederlegung Thomas Heylmann, sowie zuvor Helmut Hey, der das Amt sieben Jahren ausgeübt hatte.

## Wirtschaft und Infrastruktur
Im November 2005 betrug die Arbeitslosenquote 3,5 Prozent. Im Südosten verläuft die Bundesstraße 41. In Fischbach ist ein Bahnhof der Bahnstrecke Bingen–Saarbrücken.